# Тая Валькирия
Ки́ра Рене́ Манье́н-Фо́рстер (англ. Kira Renée Magnin-Forster; род. 22 октября 1983, Виктория, Канада) — канадский реслер и бывшая модель, в настоящее время выступающая в All Elite Wrestling.
Известна по своим выступлениям в Total Nonstop Action Wrestling, Lucha Libre AAA Worldwide и Lucha Underground под именем Та́я Вальки́рия (англ. Taya Valkyrie) или просто Тая (англ. Taya). Также выступала в WWE на бренде NXT под именем Фрэнки Моне. Тая трёхкратный и самый длительный чемпион AAA среди женщин, а также самый длительный чемпион Impact Wrestling среди нокаутов в истории.

## Карьера в реслинге
Форстер приступила к тренировкам в 2010 году в школе реслинга Лэнса Шторма. Во время обучения Форстер участвовала в реалити-шоу World of Hurt. После окончания школы реслинга Форстер стала выступать в канадских независимых организациях под именем Тая Валькирия.

### Выступления в Мексике (2012–2020)
Форстер стала выступать в независимых организациях Мексики, где её пребывание должно было ограничиться шестью неделями, но Перро Агуайо предложил ей место в группировке Los Perros del Mal в качестве первой женской участницы. 1 апреля 2012 года Тая стала выступать вместе с Los Perros del Mal.
3 ноября 2012 года Тая Валькирия дебютировала в Lucha Libre AAA Worldwide в командном матче. 3 марта 2013 года Тая победила Дженнифер Блейк и вышла в финал турнира за вакантный титул чемпионки AAA, где уступила титул Фаби Апачи.
4 июня 2014 года Тая выиграла семисторонний поединок и стала претенденткой на титул Фаби Апачи. 17 августа на Triplemanía XXII Тая победила Фаби Апачи и стала чемпионкой AAA. 12 сентября Тая Валькирия защитила титул в шестистороннем матче на выбывание. Тая удерживала титул рекордные 945 дней, но 19 марта 2017 года проиграла Аяко Хамаде. В реванше состоявшемся 21 апреля 2017 года Тая одолела Хамаду и вернула себе титул.
1 июля 2017 года Вампиро объявил титул вакантным. В стоём Twitter Форстер заявила, что AAA нанесла ей удар в спину и что она публично покидает компанию. По информации Wrestling Observer, AAA попросили жениха Таи, Джонни Мундо, привести титул для фотосета, а когда он привёз Вампиро объявил титул вакантным.
31 октября 2018 года AAA анонсировала возвращение Таи в качестве представителя Impact Wrestling. 14 ноября Тая начала участие в турнире за право сразиться за титул, 19 декабря Тая выиграла турнир, победив в финале Кейру и Ваниллу.
15 сентября 2019 года, на совместном мероприятии Impact Wrestling и AAA, Тая победила Тессу Бланшар и стала чемпионкой AAA в третий раз.

### Lucha Underground (2016–2018)
Тая дебютировала 24 февраля 2016 года во втором сезоне Lucha Underground, где попала в команду Джонни Мундо. Её первый матч состоялся в эпизоде 9 марта 2016 года, где она проиграла Кейджу в матче без дисквалификаций. До самого закрытия шоу, Тая состояла в группировке с Джонни Мундо, Джеком Эвансом и Пиджеем Блэком.

### Impact Wrestling (2017–2021)

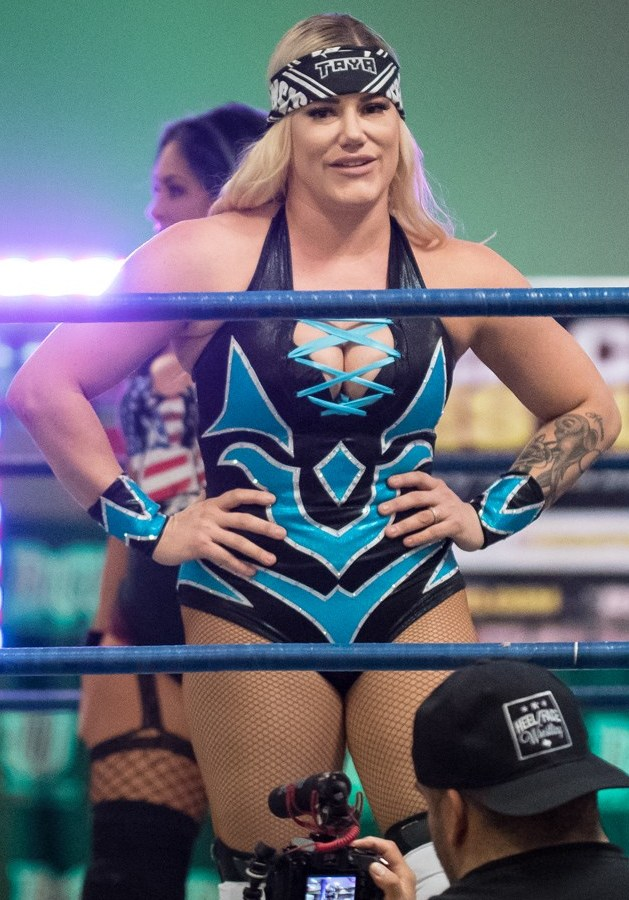
Тая Валькирия в 2018 году.

7 сентября 2017 года Тая Валькирия дебютировала в Impact Wrestling напав на Розмари. Через неделю Тая победила Эмбер Нову в своём дебютном матче. На протяжении последующих пары месяцев Валькирия враждовала с Розмари, итогом противостояния должен был стать поединок до первой крови на Bound for Glory, но он был отменён из-за непредвиденных личных обстоятельств в жизни Таи. Тая отсутствовала пять месяцев, после чего вернулась 1 марта 2018 года снова напав на Розмари. Вражда подошла к концу после того как Валькирия потерпела поражение 12 апреля.
После поражения Тая пропустила ещё пять месяцев, вернувшись только в конце сентября. Тая сразу включилась в борьбу за титул, которым владела Тесса Бланшар. На Bound for Glory, 14 октября 2018 года, Бланшар одолела Валькирию в поединке за титул. Через три недели состоялся реванш в котором Бланшар напала на судью сведя исход к дисквалификации и сохранению титула. На Homecoming, 6 января 2019 года, в матче с приглашённым судьёй Гейл Ким, Тая смогла одержать верх над соперницей и выиграть титул чемпиона. Тая успешно защищала титул от Джордин Грейс на Rebellion, от Розмари, Су Юн и Хавок на Slammiversary XVII, от Тениль Дэшвуд на Bound for Glory, от Джордин Грейс и ODB на Hard to Kill. После 377 дней обладания титулом чемпиона, 18 января 2020 года проиграла титул Джордин Грейс в Мексике.
Валькирия безуспешно попыталась отнять титул чемпиона мира Impact у Тессы Бланшар. Впоследствии объединилась в команду с Розмари. 19 января 2021 года покинула компанию, сюжетно отправившись в тюрьму за покушение на своего менеджера Джона И. Браво.

### WWE (2021)
14 февраля 2021 года стало известно, что Тая подписала контракт с WWE. 24 февраля 2021 года Тая официально отправилась в подготовительный центр WWE. Дебютировала на шоу NXT 13 апреля 2021 года под именем Фрэнки Моне, прервав выступление Ракель Гонсалес.
Освобождена от контракта с WWE 4 ноября 2021 года.

## Личная жизнь
1 июня 2018 года вышла замуж за Джона Хеннигана, с которым встречалась до того около двух лет.

## Образ в реслинге
- Прозвища
  - «La Perra del Mal»
  - «La Wera Loca»[1]

## Титулы и награды
- DDT Pro-Wrestling
  - Ironman Heavymetalweight Championship (1 раз)[40]
- Future Stars of Wrestling
  - FSW Women’s Championship (1 раз)
- Heavy on Wrestling
  - Heavy on Wrestling Women’s Championship (1 раз, действующая)
- Impact Wrestling
  - Impact Knockouts Championship (1 раз)
  - Impact Knockouts Tag Team Championship (1 раз, действующая) — с Розмари
  - Impact Year End Awards (1 раз)
    - Knockout of the Year (2019)[41]
- Ironfist Wrestling
  - Ironfist Women’s Championship (1 раз)[42]
- Lucha Libre AAA Worldwide
  - AAA Reina de Reinas Championship (4 раза, действующая)[6][43]
  - Lucha Capital (2018)
  - Luchadora of the Year (2014, 2015)[44][45]
- Major League Wrestling
  - MLW Women's Featherweight Championship (1 раз, действующая)
- Pro Wrestling Illustrated
  - № 15 в списке 100 лучших женщин-реслеров в 2019 году[46]
  - Возвращение года (2022)
- Sports Illustrated
  - № 5 в списке 10 лучших женщин-реслеров в 2019 году[47]